# Luisarmasius insulaepinorum
Espèce
Synonymes
- Schizomus insulaepinorum Armas, 1977

Luisarmasius insulaepinorum est une espèce de schizomides de la famille des Hubbardiidae.

## Distribution
Cette espèce est endémique de l'île des Pins à Cuba,.

## Description
Les mâles mesurent de 4,42 à 4,62 mm et les femelles de 4,30 à 4,62 mm.

## Publication originale
- Armas, 1977 : Dos nuevas especies de Schizomus Arachnida: Schizomida, de Cuba. Poeyana, no 16, p. 1-8 (texte intégral).